# 張田昂
張田 昂（はりた あきら、1987年11月1日 - ）は、地方競馬・千葉県騎手会所属の騎手。調教師の張田京（船橋）は実父。

## 来歴
中学卒業後の2003年、JRA競馬学校に騎手課程22期生として入学するも、卒業まであと半年のところで退学。
ケイアイファームで1年学んだ後、船橋競馬場で厩務員をしながら地方競馬の騎手を目指した。
何度か筆記試験で不合格となったものの、2013年に見事合格。矢野義幸厩舎の厩務員を経て同厩舎所属騎手となった。
2013年6月17日、船橋競馬第3Rでタイタンフォンテン（6着）に騎乗してデビュー。騎手としては遅咲きの25歳であった。
2013年7月2日、川崎競馬第2Rでヘリオスタットに騎乗して初勝利。
2014年2月には平成26年南関東4競馬最優秀新人騎手賞を受賞した。
2015年7月20日、船橋競馬第2Rでテラザホットに騎乗し勝利。同馬は同年に調教師へと転身した父・張田京の管理馬であり、調教師として初出走・初勝利を息子の騎乗で達成となった。
2015年11月17日、川崎競馬第8Rでソミュールロゼに騎乗し勝利。1504戦目で通算100勝を達成。
2017年8月6日、船橋競馬第2Rでククリヒメに騎乗し勝利。通算200勝を達成。
2018年7月9日付で矢野義幸厩舎を離れて千葉県騎手会所属となる。
2019年3月16日、船橋競馬第2Rでジュングレイドに騎乗し勝利。3317戦目で通算300勝を達成。
2019年6月17日、船橋競馬場で行われた京成盃グランドマイラーズ（重賞・南関東SIII）をカジノフォンテンで勝利して重賞初勝利を果たす。
2020年6月29日、浦和競馬第1Rでシュプレムランに騎乗し勝利。4144戦目で通算400勝を達成した。
2021年1月27日、川崎競馬場で行われた川崎記念（ダートグレード競走・JpnI）をカジノフォンテンで勝利。ダートグレード競走、そして交流GI初勝利となった。同レースは2000年に父で元騎手の張田京もインテリパワーで優勝しており、親子での優勝となった。
2021年4月21日、父・張田京の管理馬ジョエルでクラウンカップを勝利。張田厩舎の重賞初勝利を親子で飾った。
2021年6月28日、浦和競馬第6Rをローリングサンダーで勝利して、5096戦目で地方通算500勝を達成した。
2021年9月7日、父・張田京の管理馬ワールドリングでアフター5スター賞を勝利。同年6月29日の優駿スプリント勝利以来の重賞連勝を飾った。
2022年6月16日、川崎競馬第10Rをグランギフトで勝利して、6131戦目で地方通算600勝を達成した。

## エピソード
- 小学校6年生から競馬学校に入る前まで油絵を習っており、自身のサインには馬のイラストを描いている[19]。
- カジノフォンテンの記念グッズをデザインしている[19]。

## 主な騎乗馬
太字はGI級競走を示す
- カジノフォンテン（2020年・2021年京成盃グランドマイラーズ、勝島王冠、2021年川崎記念、かしわ記念、2025年ゴールドスプリント）
- ジョエル（2021年クラウンカップ、黒潮盃）
- ワールドリング（2021年優駿スプリント、アフター5スター賞）
- カイカセンゲン（2021年ロジータ記念）
- スティールルージュ（2022年ユングフラウ賞、2023年しらさぎ賞）
- クルマトラサン（2023年ゴールドジュニア）
- プラウドフレール（2024年東京2歳優駿牝馬、2025年ユングフラウ賞、桜花賞）
- ムエックス（2025年川崎マイラーズ、オグリキャップ記念）

出典